# Distretto di Kamikawa (Ishikari)
Il distretto di Kamikawa (Ishikari) (上川郡 (石狩国)?) è uno dei distretti della sottoprefettura di Kamikawa, Hokkaidō, in Giappone.
Attualmente comprende i comuni di Aibetsu, Biei, Higashikagura, Higashikawa, Kamikawa, Pippu, Takasu e Tōma.